# Filip Bajon
Filip Michał Bajon (ur. 25 sierpnia 1947 w Poznaniu) – polski prozaik, scenarzysta oraz reżyser filmowy i teatralny. Profesor sztuk filmowych (2012), dyrektor Studia Filmowego „Kadr”. Członek Gildii Reżyserów Polskich.

## Życiorys
Maturę zdał w I Liceum Ogólnokształcącym im. Karola Marcinkowskiego w Poznaniu. Absolwent Wydziału Prawa i Administracji Uniwersytetu im. Adama Mickiewicza w Poznaniu (1970), gdzie był seminarzystą Zygmunta Ziembińskiego w Katedrze Teorii Państwa i Prawa UAM. Po ukończeniu tego kierunku podjął kolejne studia, na Wydziale Reżyserii PWSFTviT im. Leona Schillera w Łodzi. W 1974 uzyskał absolutorium, ale ówczesny rektor, Stanisław Kuszewski, usunął go z uczelni bez nadania tytułu magistra, gdyż jego dyplomowy film Sadze dotyczył tłumienia wypadków grudniowych w Gdańsku w 1970. Nie zakazano mu jednak działalności filmowej.
Debiutował jako prozaik w 1970 na łamach „Miesięcznika Literackiego”. Za powieść „Białe niedźwiedzie nie lubią słonecznej pogody” otrzymał w 1972 Nagrodę im. Wilhelma Macha za debiut. Następnie wydał zbiór opowiadań „Proszę za mną na górę” i powieść „Serial pod tytułem”.
Jako reżyser zadebiutował filmem telewizyjnym Powrót (1977). Wyreżyserował ciepło przyjęty przez krytyków i widzów film Aria dla atlety (1979), za który otrzymał nagrody m.in. na Festiwalu Polskich Filmów Fabularnych w Gdańsku,  Koszalińskim Festiwalu Debiutów Filmowych „Młodzi i Film”, Międzynarodowym Festiwalu Filmowym w San Sebastián i Porquerolles Film Festival w Hyères oraz na festiwalu filmowym w San Remo. Za film Wizja lokalna 1901 otrzymał Nagrodę Główną na festiwalu w Gdańsku i wyróżnienie na festiwalu w Londynie. Za film telewizyjny Limuzyna Daimler-Benz dostał Główną Nagrodę na festiwalu w Figueira da Foz. Wyreżyserował film historyczny Magnat (1987) i jego serialową wersję, Biała wizytówka (1989).
Był także reżyserem teatralnym, współpracował m.in. z teatrami:  Sceną na Piętrze w Poznaniu (Z życia glist), Teatrem Dramatyczny w Warszawie (Szaleństwo Jerzego III) i Starym Teatrem im. Heleny Modrzejewskiej w Krakowie (Płatonow), a także z Teatrem Telewizji.
Wykładowca (przewód kwalifikacyjny II stopnia) Wydziału Radia i Telewizji im. Krzysztofa Kieślowskiego UŚ w Katowicach. Prodziekan kierunku Realizacja Obrazu Filmowego Telewizyjnego i Fotografii w Wyższej Szkole Humanistyczno-Ekonomicznej w Łodzi. W latach 2008–2016 dziekan Wydziału Reżyserii Filmowej i Telewizyjnej PWSFTviT w Łodzi.
W latach 90. kierownik artystyczny Studia Filmowego „Dom”. Od 2015 dyrektor Studia Filmowego „Kadr”. 
Został członkiem komitetu poparcia Bronisława Komorowskiego przed przyspieszonymi wyborami prezydenckimi 2010 i przed wyborami prezydenckimi w Polsce w 2015.

### Życie prywatne
Z pierwszą żoną, Elżbietą Bajon, ma syna, Maurycego. Z drugą żoną, malarką i graficzką Katarzyną Gintowt, ma dwóch synów: Kaspra i Ksawerego. W 2013 poślubił dziennikarkę, podróżniczkę i fotografkę Marzenę Mróz.

## Filmografia

### Reżyser
- Przyczynek do teorii językoznawstwa (1972)[15]
- Sadze (1973)[16]
- I inni (1973), także scenariusz[15]
- Powrót (1977)[8], także scenariusz[15]
- Videokaseta (1976)[8], także scenariusz[15]
- Rekord świata (1977), także scenariusz[17]
- Zielona ziemia (1978)[8], także scenariusz[18]
- Aria dla atlety (1979)[8], także scenariusz[15]
- Wizja lokalna 1901 (1980)[8], także scenariusz[19]
- Limuzyna Daimler-Benz (1981)[8], także scenariusz[15]
- Wahadełko (1981)[8], także scenariusz[20]
- Engagement (1984)[8], także scenariusz[21]
- Biała wizytówka (1986)[8], także scenariusz[22]
- Magnat (1986), także scenariusz[23]
- Bal na dworcu w Koluszkach (1989)[8], także scenariusz[24]
- Pensjonat Słoneczny blask (1989), także scenariusz[25]
- Spokojny żywot (Une petite vie tranquille[8], 1991)[8][26]
- Powtórka z Conrada (1991), także scenariusz[27]
- Sauna (1992)[8], także scenariusz[28]
- Lepiej być piękną i bogatą (1993)[8], także scenariusz i produkcja[15]
- Poznań 56 (1996)[8], także scenariusz[15]
- Poszukiwany: Ryszard Kapusciński (1998), także scenariusz[29]
- Portret męski we wnętrzu (1999), także scenariusz[30] i zdjęcia[15]
- Przedwiośnie (2001), także scenariusz[31][32]
- Solidarność, Solidarność... (2005)[33]
- Fundacja (2006), także scenariusz[34]
- Śluby panieńskie (2010)[35], także scenariusz[15]
- Panie Dulskie (2015)[36], także scenariusz[15]
- Kamerdyner (2018)[37]

### Scenarzysta
autor scenariuszy wszystkich swoich filmów oraz:
- Czarne Słońce, (1975), niezrealizowany scenariusz filmu fabularnego, wspólnie z Piotrem Andrejewem
- Klincz (1979), wspólnie z Piotrem Andrejewem[38]

### Aktor
- Kto za? jako elektryk (1980)
- Szanghaj 1937 (1996)
- Bajon '56 jako on sam (1998)
- Portret męski we wnętrzu jako on sam (1999)
- Filmy o filmach jako on sam (1999)

### Producent
- Bękart (1994)[39]
- Akwarium (1995)[15]
- Kolonel Bunker (1998)[40]
- Córy szczęścia (1999)[15]

## Spektakle teatralne (reżyseria)
- Z życia dżdżownic (1983)[41]
- Płatonow (1988), także adaptacja[42]
- Szaleństwo Jerzego III (1994)[43]
- Tango (2004)[44]

### Teatr Telewizji
- Upiór (1995)[15]
- Zagłada ludu albo moja wątroba (1998)[15]
- Hrabia (1999)[15]
- Stara kobieta wysiaduje (2000)[45]
- Dogrywka (2003)[46]
- Śmiech w ciemności (2003)[15]

## Twórczość literacka
Proza
- Białe niedźwiedzie nie lubią słonecznej pogody (Spółdzielnia Wydawnicza „Czytelnik” 1971)[1]
- Proszę za mną na górę (Spółdzielnia Wydawnicza „Czytelnik” 1972)[1]
- Serial pod tytułem (Spółdzielnia Wydawnicza „Czytelnik” 1974)[1]
- Podsłuch (TEN-TEN Publishing House 1994[1], ISBN 83-85477-94-2)
- Cień po dniu. Powieść autobiograficzna (Wydawnictwo Jeden Świat 2005 [właśc. 2006], ISBN 83-89632-28-4)

Wywiad-rzeka
- Włodzimierz Braniecki, Szczun. Z Filipem Bajonem o Poznaniu, o jego wielkopolskiej trylogii filmowej rozmowy prawie o wszystkim (Wydawnictwo Polskiej Prowincji Dominikanów „W drodze” 1998, ISBN 83-7033-266-8)

## Nagrody
- 1972: Nagroda im. Wilhelma Macha za powieść Białe niedźwiedzie nie lubią słonecznej pogody[1]
- 1978: nagroda dziennikarzy na festiwalu „Młodzi i Film” w Koszalinie za film Rekord świata
- 1978: Złota Kamera (Nagroda magazynu „Film”) w kategorii: debiut reżyserski w filmie fabularnym za rok 1977 za film Powrót
- 1979: nagroda za debiut reżyserski na Festiwalu Polskich Filmów Fabularnych w Gdańsku za film Aria dla atlety
- 1979: Jantar na festiwalu „Młodzi i Film” w Koszalinie za film Aria dla atlety
- 1979: nagroda dziennikarzy za najlepszy debiut reżyserski w polskim przeglądzie debiutów na KSF „Młodzi i Film” w Koszalinie za film Aria dla atlety
- 1979: Samowar, Nagroda Entuzjastów Kina w Świebodzinie za film Aria dla atlety
- 1980: Don Kichot (Nagroda PF DKF) za film Aria dla atlety
- 1980: Nagroda Główna Jury na FPFF w Gdańsku za film Wizja lokalna 1901 w Łagowie
- 1980: nagroda za debiut reżyserski na Międzynarodowym Festiwalu Filmów Autorskich w San Remo za film Aria dla atlety
- 1980: wyróżnienie w sekcji nowych realizatorów na Międzynarodowym Festiwalu Filmowym w San Sebastián za film Aria dla atlety
- 1981: nagroda za scenariusz na FPFF w Gdańsku za film Wahadełko
- 1981: Nagroda Główna Jury na FPFF w Gdańsku za film Wahadełko
- 1981: Grand Prix „Wielki Jantar” na KSF „Młodzi i Film” w Koszalinie za film Wahadełko
- 1982: Grand Prix na Międzynarodowym Festiwalu Filmowym w Figueira da Foz za film Limuzyna Daimler Benz
- 1982: Grand Prix „Wielki Jantar” na KSF „Młodzi i Film” w Koszalinie za film Limuzyna Daimler Benz[47]
- 1987: Nagroda Specjalna Jury na FPFF w Gdyni za film Magnat
- 1987: Nagroda Szefa Kinematografii za twórczość filmową w dziedzinie filmu fabularnego za rok 1986 (tj. za film Magnat)
- 1992: Nagroda Przewodniczącego Komitetu ds. Radia i Telewizji za film Sauna
- 1996: Nagroda Specjalna Jury na FPFF w Gdyni za film Poznań 56
- 1997: nagroda za reżyserię na Międzynarodowym Festiwalu Filmowym „Złoty Rycerz” w Moskwie (Rosja) za film Poznań 56
- 1997: nagroda jury młodzieżowego w Tarnowie za film Poznań 56
- 1999: nominacja do nagrody Orzeł w kategorii: najlepszy producent za rok 1998 (tj. za film Farba)
- 2002: Krzyż Kawalerski Orderu Odrodzenia Polski[48], w uznaniu wybitnych zasług dla rozwoju Telewizji Polskiej[49].
- 2006: Nagroda Towarzystwa im. Hipolita Cegielskiego; statuetka „Lider Pracy Organicznej” w Poznaniu[50]
- 2014: Złoty Medal „Zasłużony Kulturze Gloria Artis”[51]
- 2022: Platynowe Lwy za całokształt twórczości[52]